# Workrave
Workrave – darmowy, wolny program dla systemów Windows i Linux. 
Powstał, by zapobiec urazom na skutek chronicznego przeciążenia organizmu (RSI –  Repetitive Strain Injury) przez osoby, które pracują przy komputerze.

## Działanie programu
Program działa w tle, proponując co pewien, określony czas dłuższe przerwy, zaleca się wtedy oderwanie od pracy i wykonanie ćwiczeń.
Workrave proponuje ćwiczenia, jakie możemy wykonać w trakcie odpoczynku. Opis, schemat ćwiczenia rozluźniającego mięśnie oraz upływający czas, który jest potrzebny na wykonanie całej serii jest wyświetlany na monitorze.
Co kilka, kilkanaście minut proponowane są krótsze, 30-sekundowe tzw. mikroprzerwy, podczas których zalecane jest chwilowe oderwanie wzroku od monitora i odprężenie się.
W czasie przerw program (w zależności od skonfigurowania przez użytkownika) może zablokować dostęp do klawiatury, a tym samym możliwość pracy na komputerze, a po określonym limicie dziennej pracy nawet wyłączyć komputer.
Domyślne ustawienia można zmieniać, aby dostosować przerwy do własnych preferencji, wieku i stopnia wyczerpania organizmu.
Workrave informuje za pomocą wyskakujących powiadomień, które nie przeszkadzają w aktualnej pracy (automatycznie zmieniają pozycję na ekranie) i można je zignorować. Jeśli natomiast pracujemy nad czymś co wymaga całkowitego skupienia i konieczne jest wyłączenie powiadomień, możemy wtedy przełączyć program w tryb „zawieszony” lub „cichy”.
Program posiada polski interfejs i można go skonfigurować także do pracy w sieci (np. gdy pracujemy na kilku komputerach naraz).